# Lila (Nekcse)
Lila falu Horvátországban, Eszék-Baranya megyében. Közigazgatásilag Nekcséhez tartozik.

## Fekvése
Eszéktől légvonalban 43, közúton 49 km-re nyugatra, Diakovártól légvonalban 35, közúton 41 km-re északnyugatra, községközpontjától légvonalban 7, közúton 10 km-re északkeletre, Szlavónia középső részén, a Szlavóniai-síkságon, a Jelisavacot Klokočevcivel összekötő út mentén fekszik.

## Története

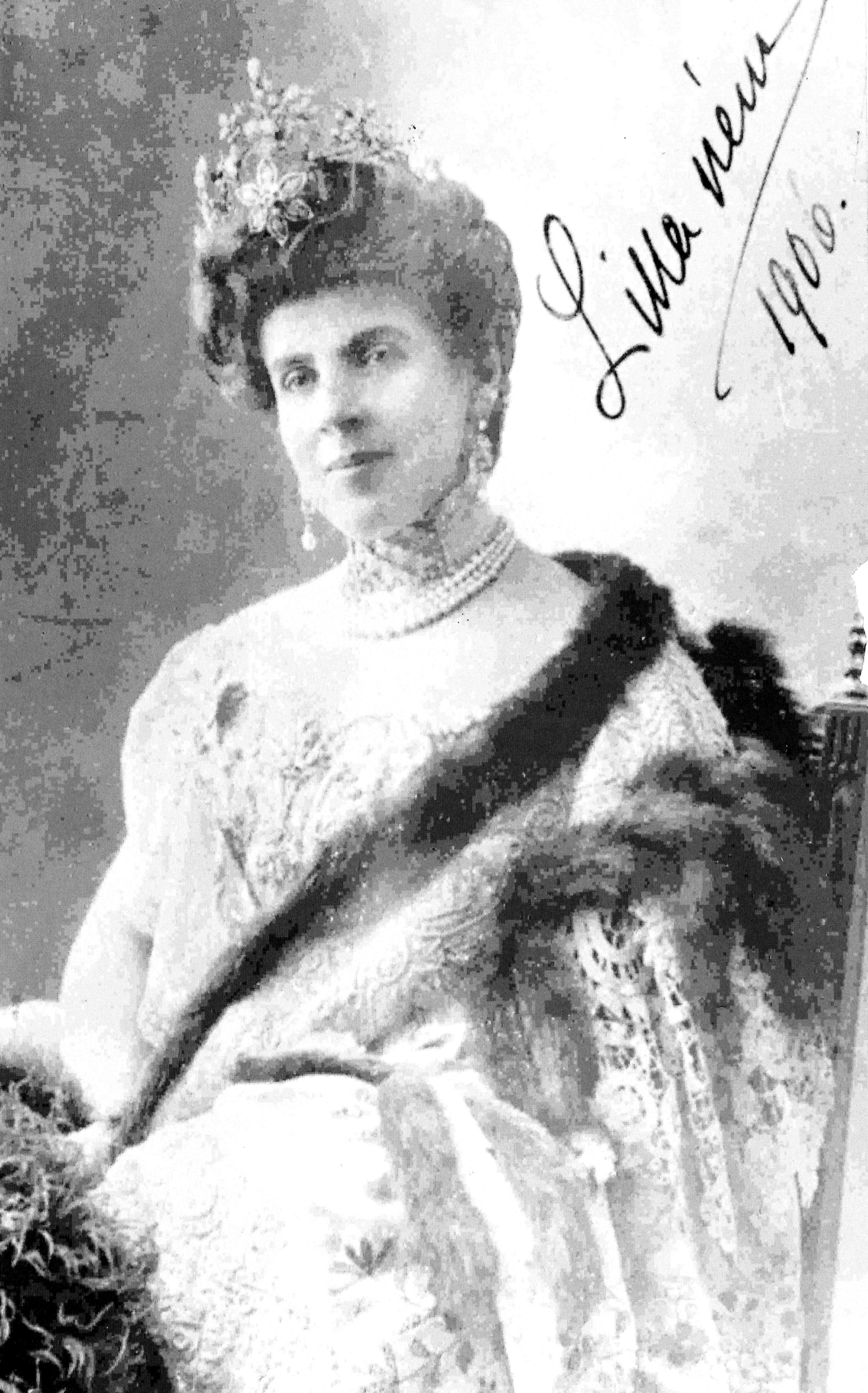
gróf Pejácsevich Tivadarné szül. Vay Erzsébet bárónő

A falu a 19. század végén keletkezett a Pejácsevich család nekcsei uradalmán. Nevét Pejácsevich Tivadar feleségéről Vay Erzsébet bárónőről kapta, akit a családban Csokonai múzsájáról Lillának neveztek. A településnek 1890-ban 23, 1910-ben 127 lakosa volt. Verőce vármegye Nekcsei járásához tartozott. Az 1910-es népszámlálás adatai szerint lakosságának 50%-a magyar, 50%-a horvát anyanyelvű volt. Az első világháború után 1918-ban az új szerb-horvát-szlovén állam, majd később (1929-ben) Jugoszlávia része lett. A második világháború idején magyar lakosságát a partizánok elűzték. A háború után helyükre a horvát Zagorje területéről nagyszámú horvát betelepülő érkezett. 1991-ben lakosságának 91%-a horvát, 6%-a szerb nemzetiségű volt. 2011-ben 195 lakosa volt.

## Lakossága
| Lakosság változása | Lakosság változása | Lakosság változása | Lakosság változása | Lakosság változása | Lakosság változása | Lakosság változása | Lakosság változása | Lakosság változása | Lakosság változása | Lakosság változása | Lakosság változása | Lakosság változása | Lakosság változása | Lakosság változása | Lakosság változása |
| ------------------ | ------------------ | ------------------ | ------------------ | ------------------ | ------------------ | ------------------ | ------------------ | ------------------ | ------------------ | ------------------ | ------------------ | ------------------ | ------------------ | ------------------ | ------------------ |
| 1857               | 1869               | 1880               | 1890               | 1900               | 1910               | 1921               | 1931               | 1948               | 1953               | 1961               | 1971               | 1981               | 1991               | 2001               | 2011               |
| 0                  | 0                  | 0                  | 23                 | 43                 | 127                | 167                | 148                | 359                | 320                | 315                | 223                | 190                | 196                | 203                | 195                |

(1890-től településrészként, 1953-től önálló településként.)

## Nevezetességei
A Kisboldogasszony tiszteletére szentelt római katolikus temploma a velimirovaci Fatimai Szűzanya plébánia filiája.

## Sport
Az NK Lila labdarúgóklub csapata a megyei 2. ligában szerepel.

## Egyesületek
- A DVD Lila önkéntes tűzoltó egyesületet 1953-ban alapították.
- UŽ Lila-Ribnjak nőegyesület